# Вилафранка ди Верона
Вилафранка ди Верона (итал. Villafranca di Verona) град је у северној Италији. Град је други град округа Верона у оквиру италијанске покрајине Венето.

## Природне одлике
Град Вилафранка ди Верона налази се у северном делу Падске низије, на 140 км западно од Венеције. Како се град се сместио у равничарском подручју, на приближно 55 m надморске висине.

## Становништво
Према резултатима пописа становништва 2011. у општини је живело 32.747 становника.
| 1931.  | 1936.  | 1951.  | 1961.  | 1971.  | 1981.  | 1991.  | 2001.  | 2011.  |
| ------ | ------ | ------ | ------ | ------ | ------ | ------ | ------ | ------ |
| 13.776 | 14.479 | 16.169 | 19.151 | 22.515 | 24.558 | 27.036 | 29.353 | 32.747 |

Вилафранка ди Верона данас има око 33.000 становника, махом Италијана. Током протеклих деценија у град се доселило много досељеника из иностранства, највише са Балкана.